# صورت‌چرمی: کشتار با اره‌برقی در تگزاس ۳
صورت‌چرمی: کشتار با اره‌برقی در تگزاس ۳ (به انگلیسی: Texas Chainsaw Massacre III) یک فیلم اسلشر آمریکایی محصول ۱۹۹۰ به کارگردانی جف بر و سومین قسمت از مجموعه فیلم‌های کشتار با اره‌برقی در تگزاس است. در این فیلم کیت هودگ، ویلیام باتلر، کن فوری، تام هادسون، ویگو مورتنسن، جو آنگر و آر.ای. میهایلف در نقش صورت‌چرمی ایفای نقش می‌کنند. این فیلم دربارهٔ صورت‌چرمی و خانوادهٔ آدم‌خوارش است که در حال تعقیب یک زوج راننده در تگزاس هستند.
این فیلم هم یک شکست انتقادی و هم تجاری بود و در گیشه ایالات متحده ۵٫۷ میلیون دلار فروخت که تا زمان اکران دنباله آن کشتار با اره‌برقی در تگزاس: نسل بعدی در سال ۱۹۹۵ به ضعیف‌ترین فیلم این مجموعه تبدیل شد.